# Pindarigletscher
Der Pindarigletscher befindet sich im Süden der Nanda-Devi-Gruppe, einer Gebirgsgruppe im Garhwal-Himalaya. 
Der 4,8 km lange nach Süden strömende Hängegletscher befindet sich im äußersten Norden des Distrikts Bageshwar im indischen Bundesstaat Uttarakhand. Er wird von den Gipfeln Changuch (6322 m) im Osten sowie Nanda Khat (6611 m) im Westen flankiert, die durch einen 5270 m hohen Pass voneinander getrennt sind. Der Gletscher reicht bis auf eine Höhe von 3800 m herab. Der Pindarigletscher bildet den Ursprung des Pindar-Flusses, der nach Südwesten zur Alaknanda strömt. 
Es werden Trekking-Touren zum Gletscher angeboten.